# La Pommeraye, Maine-et-Loire
La Pommeraye är en kommun i departementet Maine-et-Loire i regionen Pays de la Loire i nordvästra Frankrike. Kommunen ligger i kantonen Saint-Florent-le-Vieil som tillhör arrondissementet Cholet. År 2018 hade La Pommeraye 4 002 invånare.

## Befolkningsutveckling
Antalet invånare i kommunen La Pommeraye
| Referens: INSEE |